# Leiophasma nigrolineatum
Leiophasma nigrolineatum är en insektsart som först beskrevs av Carl Stål 1875.  Leiophasma nigrolineatum ingår i släktet Leiophasma och familjen Anisacanthidae. Inga underarter finns listade i Catalogue of Life.